# عقربا
عقربا (به عربی: عقربا) یک منطقهٔ مسکونی در سوریه است که در منطقه دوما واقع شده‌است. عقربا ۶٬۷۹۹ نفر جمعیت دارد.